# 将军镇
将军镇，原为将军乡，是中华人民共和国四川省眉山市洪雅县下辖的一个乡镇级行政单位。2019年12月，撤销三宝镇和将军乡，设立将军镇，以原三宝镇和原将军乡所属行政区域为将军镇的行政区域。

## 行政区划
将军镇下辖以下地区：
高岩村、杨场村、前进村、阳坪村、伏钟村、清凉村和新安村。